# Heinrich Friedrich Karl vom und zum Stein

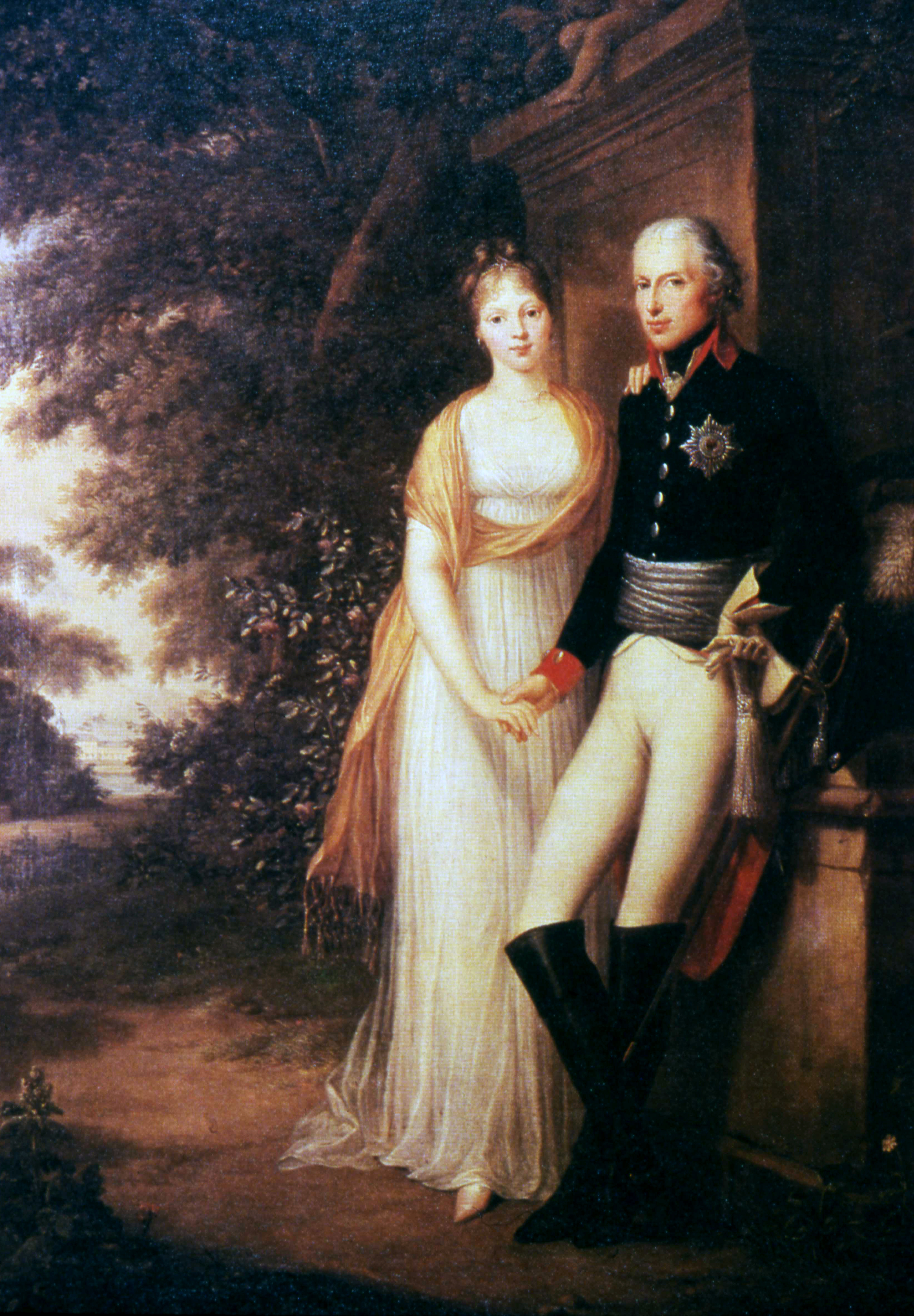
Fridrich Vilém III. s královnou Luisou (1799)

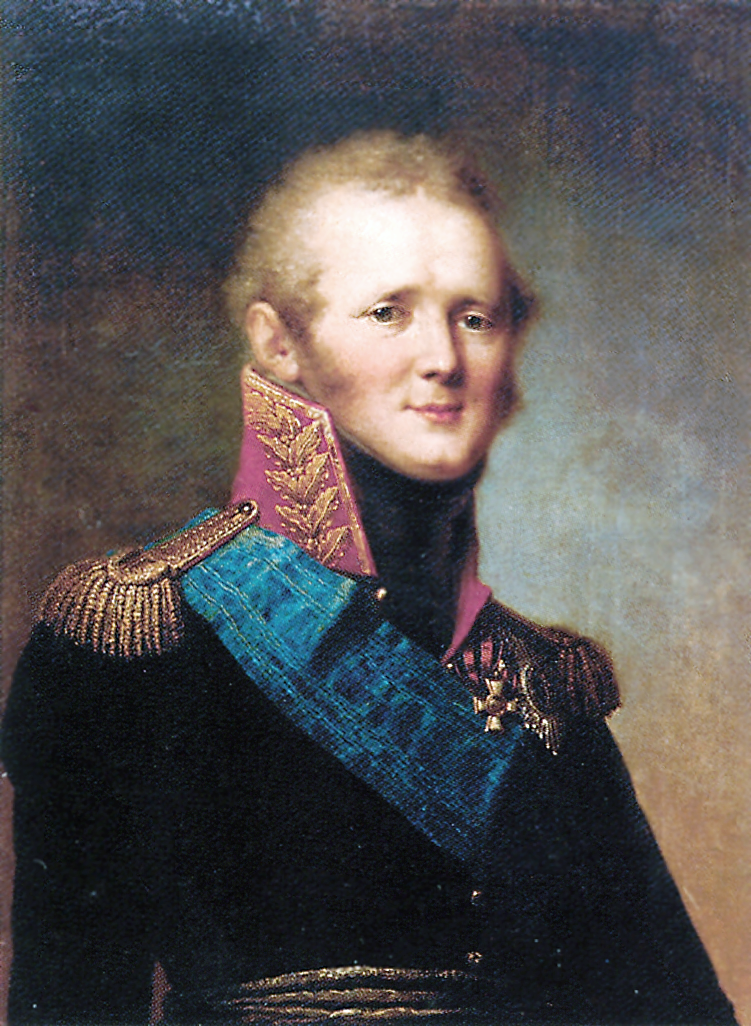
S. Ščukin: Car Alexandr I. (1809)

Heinrich Friedrich Karl vom und zum Stein (25. října 1757 Nassau u Koblenze – 29. června 1831 Selm (Vestfálsko), zámek Cappenberg) byl německý politik, známý jako reformátor Pruska.

## Život a působení
V letech 1773-1777 studoval práva a hospodářství na univerzitě v Göttingenu, po absolutoriu nějaký čas cestoval a roku 1800 vstoupil do služeb pruského státu. V letech 1804 až 1807 byl pruským ministrem hospodářství a financí a patřil (spolu s královnou Luisou a dalšími) k zastáncům války proti Napoleonovi. Po velkém zdráhání se král Fridrich Vilém III. podvolil a vyhlásil válku, která ovšem pro Prusko skončila katastrofou a 27. října 1806 vstoupilo francouzské vojsko do Berlína. Dvůr musel uprchnout do Královce, Steinovi se ale podařilo zachránit královskou pokladnu. Ostře kritizoval fungování pruského státu, ale trval na tom, aby dál bojoval proti Napoleonovi. V lednu 1807 ho král odvolal a Stein se uchýlil na své panství v Nassau, kde sepsal významný manifest jako projekt pruských reforem.
Porážka uvrhla Prusko do hluboké krize, Tylžským mírem ztratilo velkou část území a polovinu obyvatelstva, muselo platit velké kontribuce a vydržovat francouzské posádky. 10. července 1807 král jmenoval Steina "státním ministrem", zčásti na nátlak Napoleonův, načež následovaly hlavní reformy. V říjnu bylo zrušeno nevolnictví i dědičné poddanství a zavedena svobodná volba povolání, v listopadu byla posílena samospráva měst, dosavadní státní grémium nahradila vláda s pěti odpovědnými resortními ministry a byla zrušena řada různých úřadů.
Stein byl německý a pruský vlastenec, nebyl však etatista a nepřál přílišné centralizaci státu. Zkušenosti francouzské okupace ho přesvědčily, že se Prusko musí připravovat na novou válku. Když si o tom začal dopisovat s podobně smýšlejícími v Německu i v Rakousku, zachytili jeden dopis Francouzi a zveřejnili. Král na to Steina odvolal, mimo jiné také proto, že si svým obhroublým jednáním nadělal příliš mnoho nepřátel. Napoleon vydal na Steina zatykač, ten však uprchl do Čech a žil nějakou dobu v Brně a pak si najal zámek Troja u Prahy.
V roce 1811 začal car Alexandr I. Pavlovič shromažďovat na svém dvoře Napoleonovy odpůrce a pozval také Steina. Ten roku 1812 napsal v Petrohradě další reformní návrhy a koncepty a za ustupující napoleonskou armádou se s carským dvorem vydal na cestu do Německa. Na pruském území začal budovat jednotky ozbrojené domobrany a pomohl přemluvit krále, aby se přidal na stranu vznikající koalice. Po Napoleonově porážce byl pověřen správou dříve Francouzi obsazených území, nepodařilo se mu však prosadit své představy o dalším uspořádání Německa. Roku 1814 mu byly vráceny nemovitosti, zabavené v Německu a ve Francii během napoleonských válek, významnou politickou roli však v ponapoleonské době již nehrál. Patřil k zakladatelům vědecké edice německých historických pramenů Monumenta Germaniae Historica.